# 新疆维吾尔自治区人民委员会
新疆维吾尔自治区人民委员会是1955年9月至1968年9月间中华人民共和国新疆维吾尔自治区的省级国家行政机关。

## 历任领导

### 新疆维吾尔自治区一届人大期间
- 任期：1955年9月－1959年1月
- 主席：赛福鼎·艾则孜
- 副主席：高锦纯、伊敏诺夫、帕提汗·苏古尔巴也夫、辛兰亭（1956年8月－）、杨和亭（1956年8月－）、艾斯海提（1956年8月－）

### 新疆维吾尔自治区二届人大期间
- 任期：1959年1月－1964年3月
- 主席：赛福鼎·艾则孜
- 副主席：辛兰亭、伊敏诺夫、帕提汗·苏古尔巴也夫、杨和亭、艾斯海提、扎克洛夫、武光（1963年5月－）、田仲（1963年8月－）

### 新疆维吾尔自治区三届人大期间
- 任期：1964年3月－1968年9月
- 主席：赛福鼎·艾则孜
- 副主席：武光、辛兰亭、伊敏诺夫、帕提汗·苏古尔巴也夫、艾斯海提、田仲、铁木尔·达瓦买提